# Remember: War of the Son
Remember: War of the Son (en hangul, 리멤버 – 아들의 전쟁; romanización revisada, Rimembeo - adeului jeonjaeng) es una serie de televisión surcoreana emitida entre 2015 y 2016, protagonizada por Yoo Seung Ho, Park Sung Woong, Park Min Young, Jung Hye Sung y Nam Goong Min. Fue transmitida por Seoul Broadcasting System desde el 9 de diciembre de 2015 hasta el 18 de febrero de 2016, con una longitud de 20 episodios emitidos cada miércoles y jueves a las 21:55 (KST).

## Argumento
Seo Jin Woo (Yoo Seung Ho) tiene una condición especial llamada Hipertimesia que le permite recordar lo que hace casi todos los días con muchos detalles. Mientras que su padre, Seo Jae Hyuk, desarrolló la enfermedad de Alzheimer, haciéndole perder sus recuerdos. Cuando Seo Jae Hyuk (Jun Kwang) fue injustamente condenado por asesinato, Jin Woo se compromete a probar la inocencia de su padre.
Cuatro años más tarde, Jin Woo se convierte en un abogado para poner el verdadero criminal entre las rejas, pero el soborno, la corrupción y traiciones no le otorga un camino fácil a la justicia, mientras Jin Woo ahora pelea dos batallas ya que él mismo, es diagnosticado de Alzheimer, recibiendo esto último como un duro golpe.

## Reparto

### Personajes principales
- Yoo Seung-ho como Seo Jin Woo.
- Park Sung-woong como Park Dong Ho.
- Park Min-young como Lee In Ah.
- Jung Hye Sung como Nam Yeo Kyung.
- Nam Goong Min como Nam Kyu Man.
- Jason Gawaran Pantoni como Chun Yan Ye.
- Zharmaine Joy Santos como Park In Lee.

### Personajes secundarios
- Jun Kwang Ryul como Seo Jae Hyuk.
- Han Bo Bae como Oh Jung Ah.
- Han Jin Hee como Nam Il Ho.
- Lee Si-eon como Ahn Soo-bum.
- Lee Won-jong como Suk Joo-il.
- Kim Ji Hoon como Pyun Sang Ho.
- Song Young Kyu como el fiscal Tak Young Jin.
- Um Hyo-sup como Hong Moo-seok.
- Kim Hyung Bum como el abogado Song Jae Ik.
- Lee Jung-eun como Yeon Bo Mi.
- Kim Young-woong como el detective Kwak Han-soo.
- Kim Jin Woo como el juez Kang Suk Kyu.
- Oh Na Ra como el fiscal Chae Jin Kyung.
- Jung In Gi como el padre de In Ah.
- Shin Jae-ha como Seol Min-soo.
- Park Hyun Suk como la madre de In Ah.
- Maeng Sang Hoon como el padre de Jung Ah.
- Shin Hyun-soo como Bae Chul-joo.
- Lee Si-a como Kim Han Na.
- Jung Yoo-min como Song Ha-young.[3]
- Lee Seung Hyung como Lee Jung Hoon.
- Yoon Kyung-ho como un asesino a sueldo.[4]
- Jeon Se-hyeon

## Recepción

### Audiencia
En azul la audiencia más baja y en rojo la más alta, correspondientes a las empresas medidoras TNms y AGB Nielsen.
| Ep. #    | Fecha de estreno        | Share        | Share        | Share       | Share       |
| Ep. #    | Fecha de estreno        | TNmS Ratings | TNmS Ratings | AGB Nielsen | AGB Nielsen |
| Ep. #    | Fecha de estreno        | Nacional     | Seúl         | Nacional    | Seúl        |
| -------- | ----------------------- | ------------ | ------------ | ----------- | ----------- |
| 1        | 9 de diciembre de 2015  | 6.6 %        | 8.1 %        | 7.2 %       | 8.2 %       |
| 2        | 10 de diciembre de 2015 | 7.9 %        | 9.6 %        | 9.7 %       | 10.8 %      |
| 3        | 16 de diciembre de 2015 | 9.6 %        | 12.3 %       | 11.7 %      | 13.9 %      |
| 4        | 17 de diciembre de 2015 | 10.0 %       | 11.9 %       | 12.1 %      | 14.3 %      |
| 5        | 23 de diciembre de 2015 | 11.2 %       | 13.4 %       | 13.4 %      | 15.8 %      |
| 6        | 24 de diciembre de 2015 | 11.4 %       | 13.4 %       | 13.4 %      | 14.8 %      |
| 7        | 6 de enero de 2016      | 13.2 %       | 15.9 %       | 15.7 %      | 18.1 %      |
| 8        | 7 de enero de 2016      | 14.2 %       | 18.6 %       | 15.6 %      | 17.7 %      |
| 9        | 13 de enero de 2016     | 14.6 %       | 18.0 %       | 16.4 %      | 19.1 %      |
| 10       | 14 de enero de 2016     | 16.2 %       | 20.0 %       | 16.4 %      | 19.0 %      |
| 11       | 20 de enero de 2016     | 16.1 %       | 19.3 %       | 15.1 %      | 16.3 %      |
| 12       | 21 de enero de 2016     | 16.6 %       | 18.7 %       | 16.6 %      | 18.8 %      |
| 13       | 27 de enero de 2016     | 15.6 %       | 18.7 %       | 15.1 %      | 17.9 %      |
| 14       | 28 de enero de 2016     | 17.6 %       | 19.7 %       | 15.6 %      | 17.9 %      |
| 15       | 3 de febrero de 2016    | 15.3 %       | 18.7 %       | 16.3 %      | 18.6 %      |
| 16       | 4 de febrero de 2016    | 17.8 %       | 20.9 %       | 17.0 %      | 19.8 %      |
| 17       | 10 de febrero de 2016   | 15.9 %       | 19.3 %       | 16.3 %      | 18.5 %      |
| 18       | 11 de febrero de 2016   | 18.3 %       | 23.1 %       | 18.0 %      | 20.3 %      |
| 19       | 17 de febrero de 2016   | 17.9 %       | 21.7 %       | 18.1 %      | 20.9 %      |
| 20       | 18 de febrero de 2016   | 20.1 %       | 23.7 %       | 20.3 %      | 22.6 %      |
| Promedio | Promedio                | 14.2 %       | 17.3 %       | 15 %        | 17.2 %      |

## Emisión internacional
- Canadá: All TV (2015-2016).
- Hong Kong: TVB Korean Drama (2016).
- Malasia: One TV Asia (2015-2016) y Astro Shuang Xing (2016).
- Taiwán: EBC (2016).